# Critérium International 1999
Il Critérium International 1999, sessantottesima edizione della corsa, si svolse dal 27 al 28 marzo su un percorso di 274 km ripartiti in 3 tappe, con partenza a Mazan e arrivo a Cavaillon. Fu vinto dal tedesco Jens Voigt della Crédit Agricole davanti al britannico David Millar e al kazako Andrei Teteriouk.

## Tappe
| Tappa  | Data     | Percorso                                  | km   | Vincitore di tappa | Leader cl. generale |
| ------ | -------- | ----------------------------------------- | ---- | ------------------ | ------------------- |
| 1ª     | 27 marzo | Mazan > Beaumes-de-Venise                 | 178  | Stéphane Barthe    | Stéphane Barthe     |
| 2ª     | 28 marzo | Gordes > Sommet de Vidauque               | 85,5 | Davide Rebellin    | Davide Rebellin     |
| 3ª     | 28 marzo | Cavaillon > Cavaillon (cron. individuale) | 10,5 | Chris Boardman     | Jens Voigt          |
| Totale | Totale   | Totale                                    | 274  |                    |                     |

## Dettagli delle tappe

### 1ª tappa
- 27 marzo: Mazan > Beaumes-de-Venise – 178 km

| Pos. | Corridore          | Squadra | Tempo    |
| ---- | ------------------ | ------- | -------- |
| 1    | Stéphane Barthe    | Casino  | 4h25'08" |
| 2    | Jean-Patrick Nazon | FDJ     | s.t.     |
| 3    | Christophe Capelle | Big Mat | s.t.     |

| Pos. | Corridore          | Squadra | Tempo    |
| ---- | ------------------ | ------- | -------- |
| 1    | Stéphane Barthe    | Casino  | 4h24'52" |
| 2    | Jean-Patrick Nazon | FDJ     | a 10"    |
| 3    | Christophe Capelle | Big Mat | s.t.     |

### 2ª tappa
- 28 marzo: Gordes > Sommet de Vidauque – 85,5 km

| Pos. | Corridore       | Squadra | Tempo    |
| ---- | --------------- | ------- | -------- |
| 1    | Davide Rebellin | Polti   | 2h16'20" |
| 2    | David Moncoutié | Cofidis | a 8"     |
| 3    | Stéphane Heulot | FDJ     | a 23"    |

| Pos. | Corridore       | Squadra | Tempo    |
| ---- | --------------- | ------- | -------- |
| 1    | Davide Rebellin | Polti   | 6h41'28" |
| 2    | David Moncoutié | Cofidis | a 8"     |
| 3    | Stéphane Heulot | FDJ     | a 23"    |

### 3ª tappa
- 28 marzo: Cavaillon > Cavaillon (cron. individuale) – 10,5 km

| Pos. | Corridore      | Squadra         | Tempo  |
| ---- | -------------- | --------------- | ------ |
| 1    | Chris Boardman | Crédit Agricole | 12'39" |
| 2    | Jens Voigt     | Crédit Agricole | a 3"   |
| 3    | David Millar   | Cofidis         | s.t.   |

| Pos. | Corridore        | Squadra         | Tempo    |
| ---- | ---------------- | --------------- | -------- |
| 1    | Jens Voigt       | Crédit Agricole | 6h54'37" |
| 2    | David Millar     | Cofidis         | s.t.     |
| 3    | Andrei Teteriouk | Liquigas-Pata   | a 6"     |

## Classifiche finali

### Classifica generale
| Pos. | Corridore         | Squadra            | Tempo    |
| ---- | ----------------- | ------------------ | -------- |
| 1    | Jens Voigt        | Crédit Agricole    | 6h54'37" |
| 2    | David Millar      | Cofidis            | s.t.     |
| 3    | Andrei Teteriouk  | Liquigas-Pata      | a 6"     |
| 4    | Davide Rebellin   | Team Polti         | a 13"    |
| 5    | David Moncoutié   | Cofidis            | a 17"    |
| 6    | Mikel Zarrabeitia | ONCE-Deutsche Bank | a 22"    |